# ثمن التضحية (رواية)
ثمن التضحية رواية للأديب السعودي حامد دمنهوري صدرت عام 1959م (1378هـ). ويعدها نقاد الأدب أول رواية سعودية مكتملة العناصر الفنية، ورصد فيها التحولات النفسية والفكرية التي طالت بطل الرواية بعد عودته إلى مسقط رأسه مكة المكرمة حاملاً شهادته الجامعية من مصر.

## أهمية الرواية
مرت الرواية السعودية بثلاث مراحل: المرحلة الأولى وتبدأ بصدور رواية «التوأمان» عام 1349هـ وتنتهي مع نهاية عام 1377هـ، أما المرحلة الثانية فتبدأ بصدور رواية «ثمن التضحية» عام 1378هـ التي تمثل البداية الفنية للرواية السعودية في حين كانت رواية التوأمان تمثل البداية التاريخية وتنتهي المرحلة الثانية بنهاية عام 1399هـ لتبدأ مع مطلع عام 1400هـ المرحلة الثالثة التي لم تتميز عن المرحلة الثانية إلا بغزارة الإنتاج، وظهور بعض الأسماء الجديدة التي قدمت أعمالًا قريبة من مستوى أعمال الدمنهوري.

## المحتوى
تدور أحداث الرواية بين الحارات المكية خلال فترة الستينات والسبعينات من القرن الرابع عشر الهجري، وزخرت بالعديد من الملامح التاريخية لمكة المكرمة. وعرض المؤلف مظاهر الحياة المكية كما رآها وعاشها، إضافة إلى استرجاعه لبعض الأحداث التاريخية على لسان بعض الشخصيات كخديجة سيدة البيت التي تروي على من حولها ذكرياتها عن سنين الحرب التي سمتها حر التُرك، وهي الحرب التي ثار فيها الشريف الحسين بن علي على الحاميات التركية في مكة، وما تبعها من دعاوى لتحرير العرب.

## استقبال القراء
عد النقاد العام الذي صدرت فيه هذه الرواية مرحلة جديدة من مراحل تطور الرواية السعودية، وبدأت بهذه الرواية التي استقبلها الجمهور بلهفة فنفدت طبعتها الأولى في فترة وجيزة، وترجمت إلى عدد من اللغات وكتب حولها عدد من الدراسات النقدية وقد تشجع عدد من الكتاب على خوض غمار هذه التجربة.
ولأهمية الرواية الفنية والتاريخية ما تزال تترجم إلى العديد من اللغات كالإنجليزية والروسية والأوزبكية.